# Dobble
Dobble es un juego en el que los jugadores deben encontrar símbolos en común entre dos cartas. 
El juego se vende como Dobble en Europa y Spot It! en los EE. UU. El nombre es un juego de palabras con la palabra "doble".

## Funcionamiento
El juego utiliza una baraja de 55 cartas, cada una impresa con ocho símbolos diferentes. Cualesquiera dos cartas siempre tienen en común un, y solo un, símbolo. El objetivo del juego es ser el primer jugador en anunciar el símbolo común entre dos cartas dadas.
Una partida empieza poniendo una carta en el centro de la mesa y repartiendo el resto entre los jugadores. Cuando un jugador encuentre el símbolo en común entre su carta y la central, colocará la suya en el centro y se deberá encontrar entonces el símbolo en común con esta nueva carta. Gana el jugador que antes se descarte. Este es el funcionamiento de juego más habitual, pero existen diversas variantes.

## Desarrollo
En 1976, inspirado por el problema de la colegiala de Kirkman, el entusiasta de las matemáticas francés Jacques Cottereau ideó un juego que constaba de un conjunto de 31 cartas, cada una con seis imágenes de insectos, con exactamente una imagen compartida entre cada par de ellos. En 2008, el periodista y diseñador de juegos Denis Blanchot encontró algunas de las cartas del "juego de los insectos" y desarrolló la idea de crear Dobble .
Dobble se lanzó en Francia en 2009 y en el Reino Unido y América del Norte en 2011 bajo Blue Orange Games . En 2015, la empresa francesa de juegos de mesa Asmodee adquirió los derechos de Dobble y Spot It! .

## Fundamento matemático

El plano de Fano, el plano proyectivo finito para

Dobble funciona gracias a una simple propiedad: 
{\displaystyle (1)\quad }Cada dos cartas distintas existe un único símbolo en común entre ellas.
Sin embargo, no es esto lo único que hace que Dobble sea interesante. Podríamos construir un juego de cartas e ir cogiendo las cartas por pares y, por cada par, inventar un nuevo símbolo que tendrían y sólo tendrían esas dos cartas. Claramente, este juego tendría la propiedad {\displaystyle (1)}, pero cada carta tendría demasiados símbolos: uno por cada otra carta distinta. En el Dobble que conocemos cada carta tendría que tener 55-1=54 símbolos, por lo que habría demasiadas pocas cartas en comparación con los símbolos que hay en cada carta. Queremos que haya el mayor número posible de cartas, así que pedimos que se cumpla también la siguiente propiedad:
{\displaystyle (2)\quad }Cada dos símbolos distintos existe una única  carta que los contenga a ambos.
Observamos que en el ejemplo anterior esta propiedad no se cumplía y que, si añadiéramos todas las cartas necesarias para que {\displaystyle (2)} se cumpliera, {\displaystyle (1)} dejaría de cumplirse. Buscamos, pues, una especie de equilibrio entre {\displaystyle (1)} y {\displaystyle (2)}.
Veamos ahora cómo se puede construir matemáticamente un conjunto de cartas que cumpla las dos propiedades {\displaystyle (1)} y {\displaystyle (2)}. Para ello transformaremos el problema en un enunciado geométrico y veremos que a partir de ahí sólo tendremos que adaptar ciertos aspectos para poder construir las cartas. Obsérvese la similitud de las propiedades {\displaystyle (1)} y {\displaystyle (2)} con las siguientes propiedades geométricas:
{\displaystyle (1')\quad }Cada dos rectas distintas de un plano tienen un único punto en común.
{\displaystyle (2')\quad }Cada dos puntos distintos del plano existe una única recta que los contenga a ambos.
Lo único que hemos hecho es cambiar las palabras carta por recta y símbolo por punto. Es decir, las cartas y símbolos del Dobble serán las rectas y los puntos, respectivamente, de un cierto plano que ahora veremos qué condiciones debe cumplir.
Consideremos el plano geométrico real habitual. La propiedad {\displaystyle (2')} es siempre cierta, pero tenemos un problema con la propiedad {\displaystyle (1')}: no se cumple si tomamos dos rectas paralelas. 
Para solucionar esto vamos a añadir al plano habitual lo siguiente. Queremos que cada dos rectas paralelas tengan un punto en común, por lo que a cada recta le añadiremos un punto nuevo que identificaremos con su dirección (que nos podemos imaginar que está en el infinito; de hecho los llamaremos puntos del infinito) que será donde se corten dos rectas que tengan la dirección dada. Con esto, la propiedad {\displaystyle (1')} ya se cumple: si las dos rectas no son paralelas, se cortan en un punto ordinario del plano y, si son paralelas, tienen la misma dirección, por lo que el punto añadido a cada una de ellas es el mismo, así que también tienen un punto en común.
Sin embargo, al añadir estos puntos del infinito hemos perdido la propiedad {\displaystyle (2')}, pues si tomamos dos puntos del infinito tal como los hemos definido, no existe ninguna recta que pase por ambos. Por esto, añadimos también una nueva recta (la recta del infinito) que contenga a todos los puntos del infinito (y ningún punto ordinario). Así, dos puntos del infinito sí que determinan una única recta: la recta del infinito. Y la propiedad {\displaystyle (1')} se sigue cumpliendo, pues la recta del infinito tiene un solo punto en común con cada recta ordinaria (el único punto del infinito que hemos añadido a cada una de ellas).
El nuevo plano (con todos los puntos y rectas añadidos) es lo que se denomina en geometría plano proyectivo real. Es el plano resultante de tomar el plano real (donde cada punto es una pareja de números reales) e imponerle las dos propiedades {\displaystyle (1')} y {\displaystyle (2')}.
Con esto podemos interpretar las cartas y los símbolos como las rectas y los puntos de este plano proyectivo y se cumplirán las propiedades {\displaystyle (1)} y {\displaystyle (2)}, como queríamos. En particular, los símbolos en la carta son  los puntos por los que pasa la recta, por lo que la condición de que dos rectas tengan un único punto en común quiere decir que dos cartas tendrán un único símbolo en común.
Pero el problema ahora es que hay infinitos puntos y rectas en el plano (y, por tanto, símbolos y cartas en el Dobble). Necesitamos pues un plano con un número finito de puntos y rectas. Lo que hay que hacer es definir el plano sobre un cuerpo finito (en lugar de los reales, que tiene una cantidad infinita de números, un conjunto con las mismas propiedades algebraicas de conmutatividad, asociatividad, etc. pero con un número finito de elementos). Así, cada punto será un par de elementos del cuerpo finito, como antes lo era de números reales.
Los cuerpos finitos {\displaystyle \mathbb {Z} /p\mathbb {Z} } tienen como elementos los números enteros desde {\displaystyle 0} hasta {\displaystyle p-1} ({\displaystyle p} elementos en total) y como operaciones la suma y el producto habituales asumiendo que {\displaystyle p=0} (por ejemplo, en {\displaystyle \mathbb {Z} /5\mathbb {Z} }, tenemos que {\displaystyle 3+4=7=5+2=0+2=2} y {\displaystyle 4\times 4=16=3\times 5+1=3\times 0+1=0+1=1}). Se puede demostrar que esto define un cuerpo (es decir, tiene las propiedades habituales de la suma y el producto) sólo cuando {\displaystyle p} es un número primo.
Ahora, entendiendo analíticamente los puntos ordinarios como pares de elementos del cuerpo finito y los puntos del infinito como las posibles inclinaciones tenemos que el plano proyectivo finito sobre el cuerpo con {\displaystyle p} elementos tiene {\displaystyle p^{2}+(p+1)} puntos. Igualmente, como las rectas son las soluciones de ecuaciones del tipo {\displaystyle ax+by+c=0} con {\displaystyle a,b,c} en el cuerpo con {\displaystyle a} y {\displaystyle b} distintos de cero simultáneamente, tenemos que hay {\displaystyle p^{2}+p+1} rectas. Además, cada recta tiene {\displaystyle p+1} puntos.
Dobble se construye como el plano proyectivo finito para {\displaystyle p=7}. Por eso cada carta (recta) tiene {\displaystyle p+1=7+1=8} símbolos (puntos). 
Por tanto, tendría que tener {\displaystyle p^{2}+p+1=7^{2}+7+1=57} cartas (rectas). Sin embargo, el juego final tiene {\displaystyle 55} cartas (esto no cambia la propiedad principal del juego, pues al eliminar rectas, el resto de rectas sigue teniendo las propiedades que tenía). Se eliminaron dos cartas porque así pueden jugar grupos de más cantidades distintas de jugadores, pues al quitar la carta con la que hay que encontrar el símbolo en común, quedan {\displaystyle 55-1=54=2\times 3^{3}} cartas, que se pueden repartir equitativamente en grupos de 2, 3, 6, 9, 18 y 27 jugadores (sus divisores), mientras que 57-1=56 tiene el inconveniente de que no es divisible por 3 y no podrían jugar 3 personas equitativamente.
Sin embargo, el método anterior nos permite crear juegos con {\displaystyle p+1} símbolos por carta para cualquier {\displaystyle p} primo.